# Брутово
Брутово — село в Суздальском районе Владимирской области России, входит в состав Павловского сельского поселения.

## География
Село расположено в 10 км на юго-запад от центра поселения села Павловское и в 20 км на юг от райцентра города Суздаль.

## История
В старинных актах село Брутово упоминается в начале XVI века в грамоте великого князя Московского Василия Иоанновича от 1515 года, коей он жалует свое дворцовое село Брутовское Дмитриевскому Владимирскому собору, приказывая платить дань в пользу соборного причта. Дворцовым село было и в 1628 году, затем «царь Михаил Федорович пожаловал его Вознесенскому, что на Москве, девичью монастырю на вечное поминовение по матери своей, по великой княгине, царице Евдокии Лукьяновне». Во владении этого монастыря село оставалось до отобрания монастырских вотчин в половине XVIII столетия, а потом перешло в казенное ведомство. Когда построена была в первый раз в Брутовском церковь, с точностью не известно; но название Брутовского селом еще в первой грамоте 1515 года указывает на существование в нем в то время церкви. В начале XVII столетия церковь уже существовала несомненно. В хранящейся в селе Брутовском выписи из писцовых книг 1625-27 годов сказано: «в селе Брутовском на речке Шухре церковь Николая Чудотворца деревянная, а в церкви образы, свечи, книги, ризы и колокола, и все церковное строение мирское, а на церковной земле двор попа Ивана Афанасьева, двор дьячка Куземки Иванова, в кельи просфорница Варварица Фомина дочь…». Существование церкви в это время подтверждается и записью в патриарших окладных книгах под 1628 годом, где сказано, что «церковь великого Чудотворца Николы в государевом дворцовом селе Брутовском…». Как долго существовала эта церковь, сведений о том не имеется. В настоящее время в селе Брутове существует каменная церковь с таковою же колокольнею; освящена она в 1802 году. Престолов в церкви три: в настоящей холодной – во имя Николая чудотворца, в трапезе по правой стороне – в честь Тихвинской иконы Божией Матери, на левой – в честь святых князей Бориса и Глеба. Последние два престола устроены в 1850 году в память избавления от свирепствовавшей в 1848 году холеры. В 1893 году приход состоял из села Брутовского и сельца Кайсарова; всего в приходе 830 душ мужского пола и 934 женского. В селе имелось училище, которое содержалось на средства земства.
В конце XIX — начале XX века село входило в состав Борисовской волости Владимирского уезда.
С 1929 года село являлось центром Брутовского сельсовета Владимирского района, с 1965 года — в составе Садового сельсовета Суздальского района.

## Население
| 1859 | 1897  | 1905  | 1926  | 2002 | 2010 | 2021 |
| ---- | ----- | ----- | ----- | ---- | ---- | ---- |
| 1241 | ↗1502 | ↗1611 | ↘1498 | ↘271 | ↗321 | ↘294 |

## Достопримечательности
В селе находится действующая Церковь Николая Чудотворца (1802).